# Johann Ludwig Weitling
Johann Ludwig Weitling (* 1758; † nach 1792 vermutlich in Lichtenberg) war ein deutscher Pädagoge und Pfarrer. Er gilt als Namensgeber der Weitlingstraße im Bezirk Lichtenberg von Berlin, die bis 1938 Wilhelmstraße hieß.

## Leben
Weitling wurde 1782 Schulmeister in der Gemeinde Lichtenberg. Seinen Unterricht hielt er in einem im Jahr 1777 für 300 Taler errichteten Schulgebäude, dessen Lehrerschaft nach der 1742 erlassenen königlichen Order von Friedrich II. auch zum Anbau von Weißen Maulbeerbäumen verpflichtet war. Deswegen war ein Extraraum zur Seidenraupenzucht eingerichtet worden.
Weitling hatte seine Volksschullehrerausbildung in der „Präparandenanstalt“ einer Königlichen Real-Schule gemacht. Neben dem Lehr- und Pfarramt nahm er die hoheitliche Anordnung ernst und pflanzte mit dem Beginn seiner Schulmeisterei sofort 44 Maulbeerbäume an. So war er bereits nach kurzer Zeit in der Lage, aus den Kokons der Raupen fünf Pfund reine Seide herzustellen. Es darf angenommen werden, dass die Seidenherstellung auch im Unterricht eine bedeutende Rolle spielte, war doch Lichtenberg im 18. Jahrhundert ein Dorf östlich der Stadt Berlin.
Bereits nach zehn Jahren, 1792, schied Weitling freiwillig aus dem Schuldienst aus.
Im 19. Jahrhundert spielte die Seidengewinnung in Preußen keine Rolle mehr, so dass die ursprünglichen Bäume nicht erhalten sind. Erst im 21. Jahrhundert besann sich die Verwaltung wieder auf die alte Tradition und ließ auf dem Friedhof an der Rummelsburger Chaussee mehrere neue Maulbeerbäume anpflanzen.